# Lejeunea gibbiloba
Lejeunea gibbiloba là một loài Rêu trong họ Lejeuneaceae. Loài này được (Stephani) H.A. Mill. mô tả khoa học đầu tiên năm 1981.